# Tour della nazionale maschile di rugby a 15 dell'Irlanda 1967
Dopo 15 anni la nazionale irlandese di "rugby a 15" esegue un lungo tour in Australia. Conquista una storica vittoria in casa dei "Wallabies".

## Risultati
Sistema di punteggio: meta = 3 punti, Trasformazione=2 punti. Punizione e calcio da mark=  3 punti. drop = 3 punti. 
| Brisbane maggio 1967 | Queensland | 8 – 41 | Irlanda XV |  |

| Sydney maggio 1967 | New Sotuh Wales | 21 – 9 | Irlanda XV |  |

| Wollongong maggio 1967 | NSW County | 11 – 31 | Irlanda XV |  |

| Arbitro: | I. Vanderfield |

| |            | |
| mete: Catchpole trasf.: Lenehan | Marcatori  | mete: McGrath, Walsh trasf.: Kiernan Drop: Kiernan |
| 15 Jim Lenehan 14 Stewart Boyce, 11 Richard How 13 Dick Marks, 12 John Brass 10 Phil Hawthorne, 9 Ken Catchpole (c) 8 John O'Gorman, 7 Greg Davis, 6 Hugh Rose 5 Ross Teitzel, 4 Michael Purcell 3 Tony Miller, 2 Peter Johnson, 1 Roy Prosser | Formazioni | 15 Tom Kiernan (c) 14 Alan Duggan, 11 Niall Brophy 13 Jerry Walsh, 12 Paddy McGrath 10 Mike Gibson, 9 Brendan Sherry 8 Terry Moore, 7 Ken Goodall, 6 Mick Doyle 5 Mick Molloy, 4 Willie-John McBride 3 Sam Hutton, 2 Ken Kennedy, 1 Philo O'Callaghan |

| Sydney maggio 1967 | Sydney | 30 – 8 | Irlanda XV |  |

| Melbourne maggio 1967 | Victoria | 5 – 19 | Irlanda XV |  |